# 우에무라 다카시 (축구인)
우에무라 다카시(일본어: 上村 崇士, 1973년 12월 2일 ~ )는 일본의 전 축구 선수이다.

## 구단 경력
1992년 J1리그의 요코하마 플뤼겔스에 입단했다. 1995년부터 1998년까지 재팬 풋볼 리그의 비셀 고베와 사간 도스에서 뛰었다. 1999년 J2리그의 가와사키 프론탈레로 이적했다. 2000년 J1리그의 세레소 오사카로 이적했다. 2001년부터 2002년까지 제프 유나이티드 이치하라에서 뛰었다. 2002년후 현역 은퇴.